# The Orchestral Tubular Bells
The Orchestral Tubular Bells – album Mike’a Oldfielda wydany w roku 1975. Jest to zaaranżowana przez Davida Bedforda orkiestrowa wersja debiutanckiego albumu artysty. Wykonana przez Royal Philharmonic Orchestra z udziałem Oldfielda grającego na gitarze.
Melodia nie różni się od tej znanej z pierwowzoru, głównymi różnicami jest brak chórów oraz
rezygnacja z mistrza ceremonii w finale pierwszej części.

## Lista utworów
Album zawiera:
1. „The Orchestral Tubular Bells, Pt. 1” (Oldfield) – 26:32
2. „The Orchestral Tubular Bells, Pt. 2” (Oldfield) – 24:29